# Громобой (бронепоїзд)
Громобой — імпровізований польський бронепоїзд періоду польсько-української війни 1918—1919 років.

## Історія

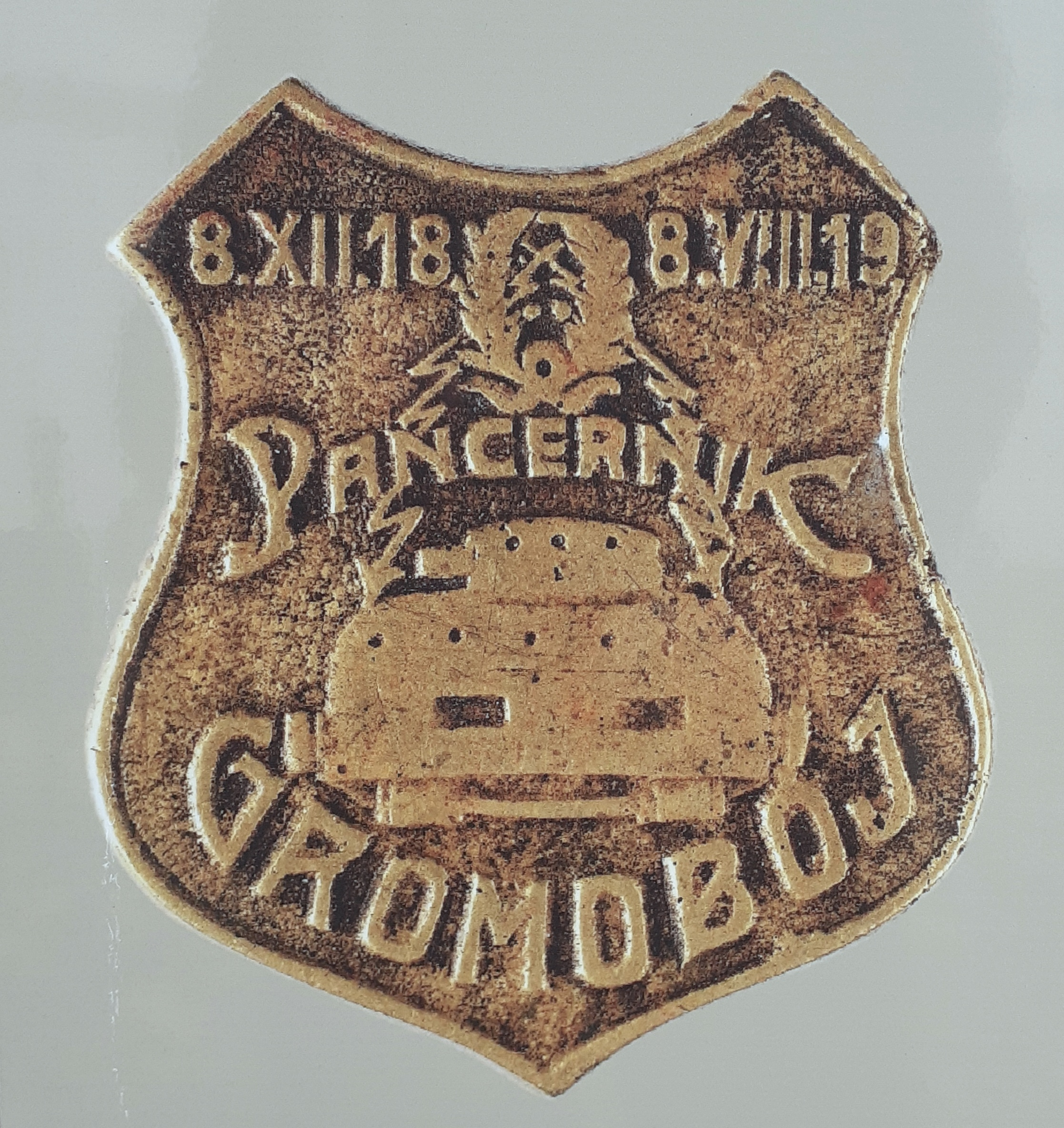
Пам'ятний знак

Цей потяг був побудований з ініціативи залізничників із Загір'я на фабриці Машин і вагонів у Сяноку. Брав участь у боях в районі залізничного вузла в Заггір'я.
7 лютого 1919 року польовий батальйон Жешувського ландпіхотного полку за підтримки батареї гаубиць з Ясеня та бронепотяга «Громобой» захопив українські мела Бандрів і Дашівка.
Під час ліквідації Команчанської республіки «Громобой» підтримував «порядок» на ділянці залізничної лінії Загір'я — Щавне — Команча — Лупків.
Броня потяга складалася з цегляних стінок з річковим гравієм між ними.

## Пам'ятний знак
Нагрудний знак у формі геральдичного щита, відлитий зі світлої бронзи, посріблений з двох сторін у ванні, злегка оксидований, злегка опуклий. Розміри: 42 × 48 міліметрів, товщина близько 2 міліметрів. У верхній частині дати: 8 XII 18 — 8 VIII 19. Між датами вінок, з якого б'ють дві зигзагоподібні лінії блискавок. Під вінком химерний напис: Armadillo. Під написом розміщено зображення бойової машини, а під ним напис: Gromobój. Значок кріпився на болті.

## Виноски
1. ↑  Wortal Turystyczny
2. ↑  Roszkiewicz, Mieczysław (1929). Zarys historii wojennej 18-go Pułku Piechoty. Zarys historii wojennej pułków polskich 1918–1920. Warszawa: Zakłady Graficzne „Polska Zjednoczona”. с. 6.
3. ↑  Jak Sanok wybił się na niepodległość. Sanok: Miejska Biblioteka Publiczna im. Grzegorza z Sanoka w Sanoku. 1995. с. 30. ISBN 83-901466-3-0.
4. ↑  Żebrowski, 1971.
5. ↑  Sawicki та Wielechowski, 2007.